# Stella Rotenberg
Stella Rotenberg, geborene Siegmann (* 27. März 1916 in Wien, Österreich-Ungarn; † 3. Juli 2013 in Leeds) war eine deutschsprachige Schriftstellerin und Lyrikerin.

## Leben
Stella Siegmann studierte nach bestandener Matura Medizin an der Universität Wien. Sie wurde 1938 zwangsweise exmatrikuliert und versuchte, eine Einreiseerlaubnis für Großbritannien zu erlangen. Ihr Weg führte sie schließlich nach Leiden, wo sie einem alleinstehenden Mann den Haushalt führen sollte, von diesem aber offensichtlich belästigt wurde. Siegmann sprach daraufhin beim Flüchtlingskomitee in Den Haag vor, welches ihr eine Arbeit als unbezahlte Heimhilfe in einem Waisenhaus in Den Haag zuwies, außerdem musste sie sich täglich bei der Polizei melden.
Im August 1939 gelang es ihr endlich, nach Großbritannien auszureisen, wo sie eine Lehre als Krankenpflegerin absolvierte, später als Arzthelferin und Buchhalterin arbeitete. 1940 heiratete sie Wolf Rotenberg, einen ehemaligen Studienkollegen aus Wien, und begann im selben Jahr zu schreiben.
Nach Kriegsende musste sie erfahren, dass ihre Eltern und nahezu ihre gesamte Verwandtschaft in den NS-Vernichtungslagern ermordet worden waren.
Stella Rotenberg lebte seit 1948 in Leeds. 2001 erhielt sie den erstmals vergebenen Theodor-Kramer-Preis für Schreiben im Widerstand und im Exil der Theodor Kramer Gesellschaft. Rotenberg war Ehrenmitglied des PEN Zentrums deutschsprachiger Autoren im Ausland.

## Werke
- Gedichte. Olamenu, Tel-Aviv 1972, OCLC 721739899 (deutsch; 109 S.).
- Die wir übrig sind. Bläschke, Darmstadt 1978, ISBN 3-87561-707-X (77 S.).
- Scherben sind endlicher Hort. Ausgewählte Lyrik und Prosa (= Antifaschistische Literatur und Exilliteratur. Band 6). Hrsg. von Primus-Heinz Kucher und Armin A. Wallas. Mit Ill. von Yehuda Bacon. Verlag für Gesellschaftskritik, Wien 1991, ISBN 3-85115-147-X (187 S.).
- Ungewissen Ursprungs. Gesammelte Prosa. Hrsg. und mit einem Nachwort von Siglinde Bolbecher. Mit Bildern von Hildegard Stöger. Theodor Kramer Gesellschaft, Wien 1997, ISBN 3-901602-02-X (93 S.).
- Zusammen mit Tamar Radzyner: Meine wahre Heimat. My True Homeland (= Edition Mnemosyne. Band 8; Teil von: Anne-Frank-Shoah-Bibliothek). Ins Englische übers. von Herbert Kuhner. Mit einem Vorw. von Armin A. Wallas. Alekto-Verlag, Klagenfurt 1999, ISBN 3-900743-94-0 (Text deutsch und englisch; 132 S.).
- Shards (= Teil von: Anne-Frank-Shoah-Bibliothek). Übersetzung von Donal McLaughlin und Stephen Richardson. Edinburgh Review, Edinburgh 2003, ISBN 1-85933-216-1 (Text deutsch und englisch; ii, 95 S.).
- An den Quell. Gesammelte Gedichte (= Teil von: Anne-Frank-Shoah-Bibliothek). Hrsg. und mit einem Vor- und Nachwort versehen von Siglinde Bolbecher und Beatrix Müller-Kampel. Theodor Kramer Gesellschaft, Wien 2003, ISBN 3-901602-07-0 (219 S.).
- Beitrag in: Exil. Literatur und Gedächtnis. Ein Lesebuch. Hrsg. von Alexander Emanuely, Judith Goetz, Thomas Wallerberger. Verlag der Theodor-Kramer-Gesellschaft, Wien 2012, ISBN 978-3-901602-47-4.

## Auszeichnungen
- Österreichisches Ehrenkreuz für Wissenschaft und Kunst, I. Klasse, 1996
- Theodor-Kramer-Preis, 2001